# Mistrzostwa Rumunii w Skokach Narciarskich 2003
Mistrzostwa Rumunii w Skokach Narciarskich 2003 – zawody, które wyłoniły najlepszych skoczków narciarskich w Rumunii w roku 2003 w kategoriach juniorów i seniorów. Wszystkie konkursy przeprowadzono 15 lutego 2003 roku w miejscowości Predeal.
Zawodnicy rywalizowali w trzech kategoriach – seniorów, juniorów I (starsza grupa) i juniorów II (młodsza grupa). Seniorzy i juniorzy I startowali w dwóch konkurencjach indywidualnych: na skoczni K–70 i K–65. Ponadto seniorzy brali udział w rywalizacji drużynowej na skoczni K–70. W rywalizacji juniorów II medale przyznano w jednym konkursie, przeprowadzonym na skoczni K–40.

## Medaliści

### Seniorzy

#### Indywidualnie
| Skocznia | Złoto          | Srebro        | Brąz         |
| -------- | -------------- | ------------- | ------------ |
| K–70     | Ciprian Ioniță | Csaba Magdo   | Mihai Pepene |
| K–65     | Ciprian Ioniță | Virgil Neagoe | Csaba Magdo  |

#### Drużynowo
| Skocznia | Złoto                                                       | Srebro                                                            | Brąz                                                           |
| -------- | ----------------------------------------------------------- | ----------------------------------------------------------------- | -------------------------------------------------------------- |
| K–70     | CS Dinamo Braszów I Mihai Pepene Csaba Magdo Ciprian Ioniță | CS Dinamo Braszów II Marius Constanda Ovidiu Ichim Florin Spulber | CSAM Bucegi Predeal Marcel Samoila Ionut Adamuta Virgil Neagoe |

### Juniorzy

#### Juniorzy I (starsza grupa)
| Skocznia | Złoto         | Srebro         | Brąz           |
| -------- | ------------- | -------------- | -------------- |
| K–70     | Andrei Balazs | Ovidiu Ichim   | Andrei Adamuta |
| K–65     | Andrei Balazs | Gabriel Catana | Ovidiu Ichim   |

#### Juniorzy II (młodsza grupa)
| Skocznia | Złoto        | Srebro                 | Brąz         |
| -------- | ------------ | ---------------------- | ------------ |
| K–40     | Ovidiu Ichim | Andrei-Iancu Tambaloiu | Mihai Damian |